# Hydroporus decipiens
Hydroporus decipiens is een keversoort uit de familie waterroofkevers (Dytiscidae). De wetenschappelijke naam van de soort is voor het eerst geldig gepubliceerd in 1878 door Sharp.